# Строїтель (Псковська область)
Строїтель (рос. Строитель) — присілок в Струго-Красненському районі Псковської області Російської Федерації.
Населення становить 7 осіб. Входить до складу муніципального утворення Новосельська волость.

## Історія
Від 2015 року входить до складу муніципального утворення Новосельська волость.

## Населення
| 2001 | 2002 | 2010 | 2011 |
| ---- | ---- | ---- | ---- |
| 3    | ↗13  | ↘4   | ↗7   |